# (23578) Baedeker
(23578) Baedeker (1995 DR13) – planetoida z grupy pasa głównego asteroid okrążająca Słońce w ciągu 5,5 lat w średniej odległości 3,12 j.a. Odkryta 22 lutego 1995 roku.